# Nicolau Tolentino de Almeida
Nicolau Tolentino de Almeida (ur. 1740, zm. 1811) – portugalski poeta, znany przede wszystkim jako satyryk.

## Życiorys
Nicolau Tolentino de Almeida urodził się w Lizbonie, 10 września 1740 roku. W wieku dwudziestu lat zapisał się na Uniwersytet w Coimbrze, aby studiować tam prawo. Po trzech latach zmienił plany życiowe i zajął się retoryką. W 1776 dostał posadę nauczyciela wymowy w Lizbonie, a w roku następnym został mianowany profesorem retoryki. Bycie pedagogiem nie odpowiadało mu jednak, więc wkrótce zwrócił się ku służbie publicznej. Został urzędnikiem w administracji królewskiej, a niedługo potem otrzymał od monarchy tytuł szlachecki. W 1801 roku dzieła poety (Obras Poéticas) zostały wydane za państwowe pieniądze. Nicolau Tolentino de Almeida zmarł w Lizbonie 23 czerwca 1811 roku.

## Twórczość
Nicolau Tolentino de Almeida był wszechstronnym poetą, ale zasłynął jako satyryk. Wykorzystywał różne formy gatunkowe i wersyfikacyjne. Pisał sonety, ody, a przede wszystkim satyry. Był outsiderem, pozostającym poza kręgiem szkoły poetyckiej Arcádia Lusitana, założonej przez Antónia Diniz da Cruz e Silva, której głównym przedstawicielem w latach dziewięćdziesiątych był Manuel Maria Barbosa du Bocage.